# Cinnamomum grandiflorum
Cinnamomum grandiflorum är en lagerväxtart som beskrevs av André Joseph Guillaume Henri Kostermans. Cinnamomum grandiflorum ingår i släktet Cinnamomum och familjen lagerväxter. Inga underarter finns listade i Catalogue of Life.